# Іда Адамофф
Іда Адамофф (фр. Ida Adamoff; 26 червня 1910 — 5 червня 1993) — колишня французька тенісистка.
Найвищу одиночну позицію світового рейтингу — 13 місце досягла 1931) року (за Zürich Sport) .
Найвищим досягненням на турнірах Великого шолома був фінал в парному розряді.

## Фінали турнірів Великого шолома

### Парний розряд
Поразка (1)
| Результат | Рік  | Турнір            | Партнерка                  | Суперниці                      | Рахунок  |
| Поразка   | 1935 | Чемпіонат Франції | Гільде Кравінкель-Сперлінг | Марґарет Скрайвен Кей Стаммерс | 4–6, 0–6 |